# 찰리와 초콜릿 공장 (영화)
《찰리와 초콜릿 공장》(영어: Charlie and the Chocolate Factory)은 1964년에 발간된 찰리와 초콜릿 공장을 원작으로 1971년에 개봉된 《초콜릿 천국》을 리메이크하여 2005년에 개봉한 할리우드 영화이다. 팀 버튼이 감독하였으며, 조니 뎁과 프레디 하이모어가 각각 윌리 웡카, 찰리 역을 맡았다.
찰리와 초콜릿 공장의 두번째 각색은 1971년에 만들어진 ‘윌리 웡카와 초콜릿공장’에 이어 위너 브라더스에서 1991년에 시작되었다. 버튼이 개입하기 전, 게리 로스, 롭 민코프, 마틴 스콜세지와 톰 샤드닉과 같은 감독들이 연관되어 있었으며, 배우 빌 머리, 니콜라스 케이지, 짐 캐리, 마이클 키턴, 윌 스미스는 영화 제작사와 많은 토론에 참여했다.
팀 버튼은 감독을 맡은 즉시 조니 뎁과 대니 엘프만을 합류시켰다. 찰리와 초콜릿 공장은 엘프만이 크리스마스의 악몽 이후 처음으로 작곡하고 그의 목소리를 사용했다. 촬영은 2004년 6월부터 12월까지 영국의 파인 우드 스튜디오에서 이루어졌다. 찰리와 초콜릿 공장은 호평을 받으며 개봉되었고 흥행에 성공하여 전 세계적으로 4억 7,500만달러를 벌어들였다.

## 출연진

### 주연
- 조니 뎁 : 윌리 윙카 역
- 프레디 하이모어 : 찰리 버켓 역
- 데이비드 켈리 : 조 할아버지 역
- 헬레나 보넘 카터 : 미세스 버켓 역
- 노아 테일러 : 미스터 버켓 역
- 미시 파일 : 미세스 뷰리가드 역
- 제임스 폭스 : 미스터 솔트 역
- 딥 로이 : 움파룸파 역
- 크리스토퍼 리 : 닥터 윙카 역

### 조연
- 아담 고들리 : 미스터 티비 역
- 프랜시즈카 트로애그너 : 미세스 글룹 역
- 안나소피아 롭 : 바이올렛 뷰리가드 역
- 줄리아 윈터 : 버루카 솔트 역
- 조던 프라이 : 마이크 티비 역
- 필립 위그래츠 : 아우구스투스 글룹 역
- 블레어 던롭 : 어린 윌리 웡카 역
- 리즈 스미스 : 조지나 할머니 역
- 에일린 에셀 : 조세핀 할머니 역
- 데이비드 모리스 : 조지 할아버지 역

### 단역
- 니틴 가나트라 : 퐁디체리 왕자 역
- 쉘리 콘 : 퐁디체리 왕비 역
- 크리스 크레스웰 : 프로드노즈 역
- 필립 필마 : 슬러그워스 역